# Eleanor David
Pour les articles homonymes, voir David.
Maria Eleanor David, née le 30 novembre 1955 dans le Lincolnshire, en Angleterre, est une actrice  britannique.

## Biographie
Elle est apparue dans plusieurs films et émissions de télévision, y compris Pink Floyd The Wall d'Alan Parker, Joie et Réconfort réalisé par Bill Forsyth,, Paradise Postponed (en), et Topsy-Turvy de Mike Leigh. En 1985, Eleanor David a tenu le rôle de Sylvia Ashton-Warner dans le biopic Sylvia,. Janet Maslin, du New York Times, a commenté sa prestation en écrivant : « Miss David a une ressemblance frappante avec la femme qu'elle incarne et en donne une interprétation intelligente et pleine de compassion, limitée seulement par la vénération sans apprêt avec laquelle les cinéastes abordent le personnage de Sylvia ».

## Filmographie

### Cinéma
- 1982 : The Wall : Femme de Pink
- 1984 : Joie et Réconfort (Comfort and Joy) : Maddy
- 1985 : Sylvia : Sylvia Ashton Warner
- 1987 : 84 Charing Cross Road : Cecily Farr
- 1989 : Slipstream : Le Souffle du futur (Slipstream) : Ariel
- 1989 : Ladder of Swords : Denise DeMarco
- 1989 : The Wolves of Willoughby Chase (en) : Lady Willoughby
- 1990 : Chasseur blanc, cœur noir : Dorshka Zibelinsky
- 1990 : La Putain du roi : La reine
- 1991 : London Kills Me (en) : Lily
- 1999 : Topsy-Turvy : Fanny Ronalds
- 2009 : House of Boys : Emma

### Télévision
- 1980 : Les Professionnels : Julie (1 épisode)
- 1981 : The Borgias (en) : Sancia (7 épisodes)
- 1982 : Oliver Twist (en) (téléfilm) : Rose Maylie
- 1982 : The Scarlet Pimpernel (en) (téléfilm) : Louise
- 1983 : Reilly, Ace of Spies (en) (mini-série) : Eugenie
- 1984 : Shroud for a Nightingale (mini-série) : Jo Fallon
- 1986 : Le Retour de Sherlock Holmes : Mrs St Clair
- 1986 : Paradise Postponed (en) (mini-série) : Agnes Simcox / Agnes Salter
- 1991 : Chancer (en) : Miss Gibbs (5 épisodes)
- 1991 : Casualty : Stephanie Freeman (1 épisode)
- 1992 : Les Règles de l'art (en) (Lovejoy) : Katriona Brooksby
- 1992 : Rumpole of the Bailey (en) : Elizabeth Casterini
- 1993 : Drop the Dead Donkey (en) : Lady Caroline
- 1993 : The Bill : Valerie Hipwood
- 1993 : Between the Lines (en) : Penny Shaw
- 1994 : Alleyn Mysteries : Margaret Ballantyne
- 1994 : Inspecteur Wexford : Alice Fielding
- 1996 : Les Piégeurs : Rachel Chiles Q.C.
- 2001 : Inspecteur Barnaby : Georgina Canning
- 2003 : The Last Detective (en) : Tricia Lloyd
- 2004 : La Revanche de Sherlock Holmes (téléfilm) : Mary Pentney
- 2013 : Playhouse Presents : Kathleen